# 西松本站
西松本站（日语：／ Nishi-matsumoto eki */?）是位於長野縣松本市中條3番15號，Alpico交通的上高地線車站。車站編號為AK-02。

## 歷史
以「西松本站」為名的車站早在1922年已經啟用，該站現時變為渚站。現時的西松本站是在1927年，於居民的要求下建設。同時把第一代西松本站改名為渚站。
- 1927年（昭和2年）5月1日 - 筑摩電氣鐵道西松本站（第2代）啟用[1][2]。同時西松本站（第一代）改名為渚站。
- 1932年（昭和7年）12月2日 - 公司名稱改為松本電氣鐵道。
- 1946年（昭和21年）10月 - 車站暫停營業，於1948年5月重新營業[1][3]。
- 2011年（平成23年）4月1日 - 公司名稱改為Alpico交通。

## 車站構造
車站是一座地面車站，設有1面1線單式月台。此站是無人車站。此站是單車列車乘車站之一。

## 使用狀況
日間的使用人次較少。早上和黃昏的通勤、上學時段與渚站相同，會有許多乘客帶備單車乘車。
以下為1日平均乘車人次列表：
| 乘車人次變化 | 乘車人次變化 |
| 年度         | 1日平均人次  |
| ------------ | ------------ |
| 2009         | 36           |
| 2010         | 30           |
| 2011         | 33           |
| 2012         | 38           |
| 2013         | 41           |
| 2014         | 47           |
| 2015         | 52           |
| 2016         | 55           |
| 2017         | 41           |
| 2018         | 46           |

## 車站周邊
- 大宮神社
- 田川（日语：田川 (長野県)）
- 國道19號
- 松本協立醫院（日语：松本協立病院）[1]
- 井川城（日语：井川館）

## 巴士路線
站前沒有巴士駛入。車站最近的巴士站是在幹線道路上的松本電鐵巴士「中條」停士站。曾經越過橋樑後設有松本周遊巴士「渚2丁目」巴士站，後來由於改變路線後廢止。

## 相鄰車站
Alpico交通
上高地線
松本（AK-01）－西松本（AK-02）－渚（AK-03）

## 注腳
1. 1 2 3 4 5 6 7  信濃毎日新聞社出版部. . 信濃毎日新聞社. 2011-07-24: 306. ISBN 9784784071647 （日语）.
2. ↑  今尾惠介監修《日本鉄道旅行地図 6号 北信越》新潮社，2008年，p.39
3. ↑  松本電氣鉄道株式會社社史編集委員會《曙光－80年の歩み》松本電氣鐵道株式會社，2000年3月，177頁
4. ↑  . 松本電鉄. 2005-06-20  [2008-03-10]. （原始内容存档于2008-04-03） （日语）.
5. ↑  地方鉄道（ＪＲを除く）駅別乗降旅客人員 （页面存档备份，存于）（日語）　長野県統計書　平成30年度　運輸・通信